# اونگلینگن
اونگلینگن (به آلمانی: Uenglingen) یک منطقهٔ مسکونی در آلمان است که در اشتندل واقع شده‌است.
 اونگلینگن  ۱٬۰۲۰ نفر جمعیت دارد.